# Stadio Claudio Tomei
Lo stadio Claudio Tomei è uno stadio di calcio del comune di Sora, lo stadio ospitava le partite casalinghe del Sora. Costruito nel 1928, ha una capienza di circa 5.000 posti a sedere, di cui 700 coperti e dotati di seggiolini. Proprietario dello stadio è il comune di Sora.

## Storia
Il comune di Sora ha provveduto alla ristrutturazione dell'impianto nel 2014, confermandone l'agibilità il 2 ottobre 2014. La ristrutturazione ha portato all'installazione di un nuovo manto di gioco in erba sintetica, il rifacimento dei servizi igienici, degli impianti della distribuzione del gas e delle acque reflue e l'ottimizzazione delle uscite di sicurezza in vari settori.
Inoltre sono stati installate nuove panchine a bordo campo.
I circa 3.950 posti a sedere sono suddivisi nei seguenti settori:
- Tribuna: circa 1650 (di cui circa 700[3][5][6][7][8][9][10] coperti e con seggiolini)
- Distinti: circa 1000 in totale nelle tre tribune[11][12]
- Curva Nord: circa 900[13][14][15]
- Curva Sud (settore ospiti): circa 400[7][16][17][18]

## Galleria d'immagini

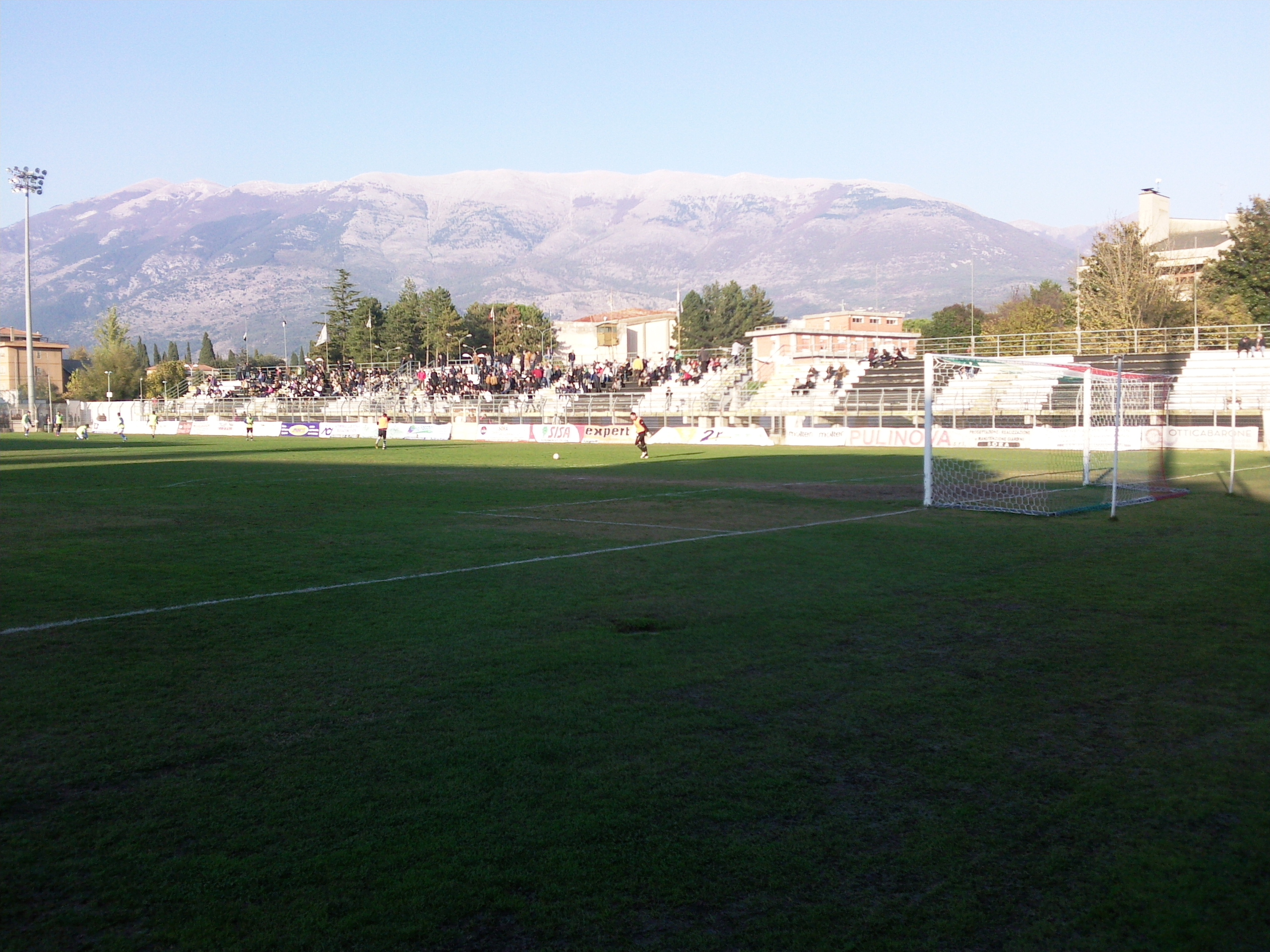
Settore distinti
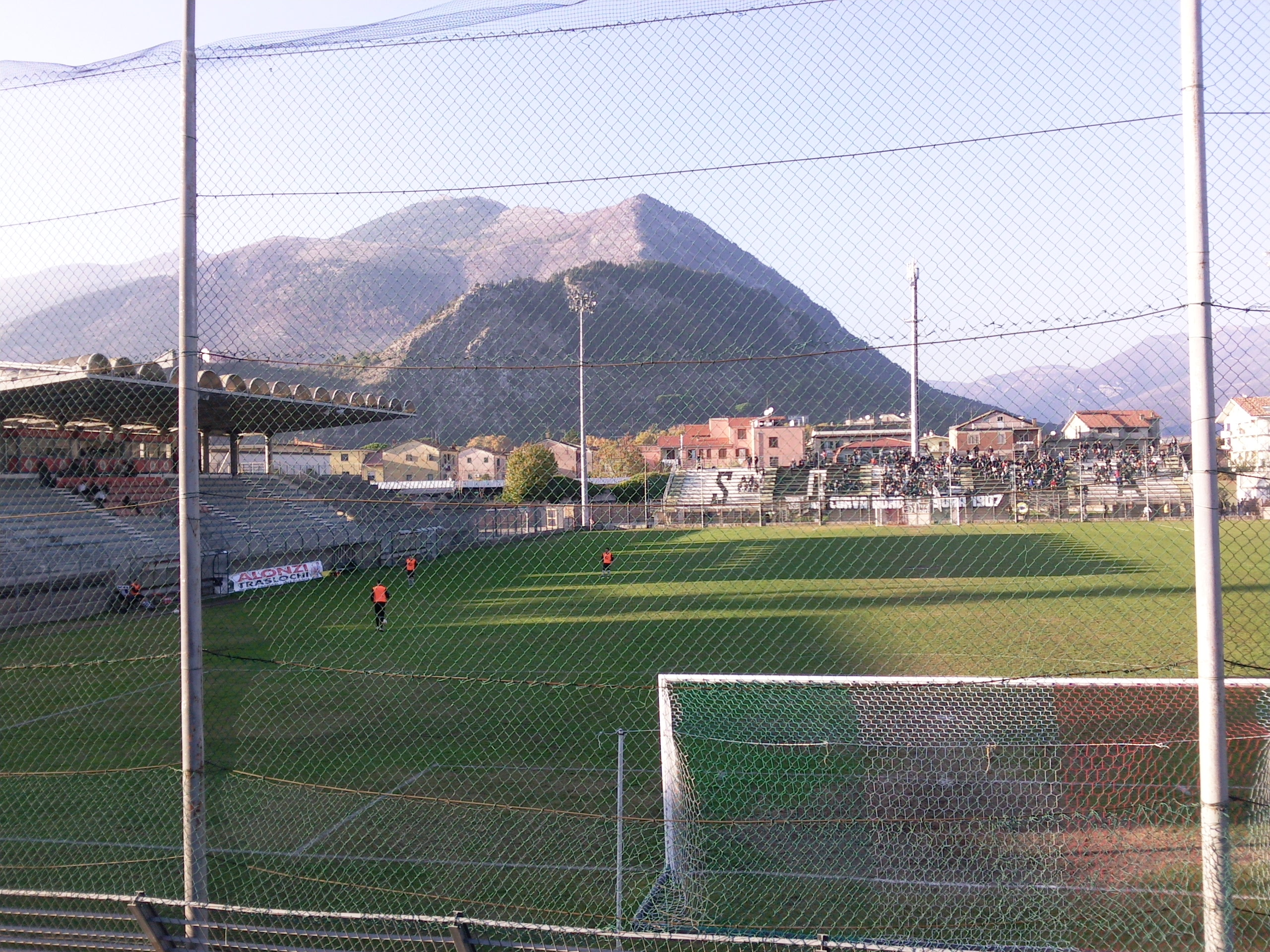